# Jabukovac (Petrinja)
Jabukovac es una localidad de Croacia en el ejido de la ciudad de Petrinja, condado de Sisak-Moslavina.

## Geografía
Se encuentra a una altitud de 181 m s. n. m. a 73,4 km de la capital nacional, Zagreb.

## Demografía
En el censo 2011, el total de población de la localidad fue de 140 habitantes.
| Gráfica de población de Jabukovac 1857-2011                         |
|                                                                     |
| Según los censos de población de la oficina estadística de Croacia. |